# Pabeco, o Curramita
Pabeco ou Babaco, o Curramita (em persa médio: Pāpak Khorramî; em árabe: Babak Khorramdin; Ardabil, 1 de julho de 798 - Samarra, janeiro de 838) foi um dos principais líderes revolucionários persas da Pérsia (atual Irã). A rebelião curramita de Pabeco se espalhou para as partes Ocidental e Central do planalto Iraniano e durou mais de vinte anos antes de ter sido derrotado.

## Nome
Pabeco (Pabecus; Πάβεκος, Pábekos), Papaco (Papacus; Πάπαχος / Πάπακος, Pápachos / Pápakos) ou Pambeco (Pambecus; Παμβεκῷς, Pambekos) são as formas latinas e gregas do persa médio e parta Pabague ou Pabaque (𐭯𐭠𐭯𐭪𐭩, Pābag / Pābak), que derivaram do iraniano antigo Papaca (*Pāpa-ka-; de *pāpa-, "pai", e o sufixo hipocorístico *-ka-). Foi registrado em armênio como Papaque (Պապաք, Papakʼ) e persa novo como Babaque (بابک, Bābak).